# Ognes (Aisne)
Ognes ist eine französische Gemeinde mit 1.113 Einwohnern (Stand: 1. Januar 2022) im Département Aisne in der Region Hauts-de-France; sie gehört zum Arrondissement Laon, zum Kanton Chauny und zum Gemeindeverband Chauny-Tergnier-La Fère. Die Bewohner werden Ognois und Ognoises genannt.

## Geografie
Die Gemeinde Ognes ist ein westlicher Vorort der Kleinstadt Chauny und liegt etwa 31 Kilometer westnordwestlich von Laon. Durch die Gemeinde verläuft die D1032, die frühere Route nationale 32. Nachbargemeinden von Ognes sind Caumont im Nordwesten und Norden, Chauny im Osten, Abbécourt im Süden und Westen sowie Neuflieux im Westen.

## Bevölkerungsentwicklung
| Jahr                       | 1962 | 1968 | 1975 | 1982 | 1990 | 1999 | 2006 | 2013 | 2022 |
| Einwohner                  | 838  | 932  | 1050 | 1245 | 1169 | 1120 | 1108 | 1175 | 1113 |
| Quellen: Cassini und INSEE |      |      |      |      |      |      |      |      |      |

## Sehenswürdigkeiten

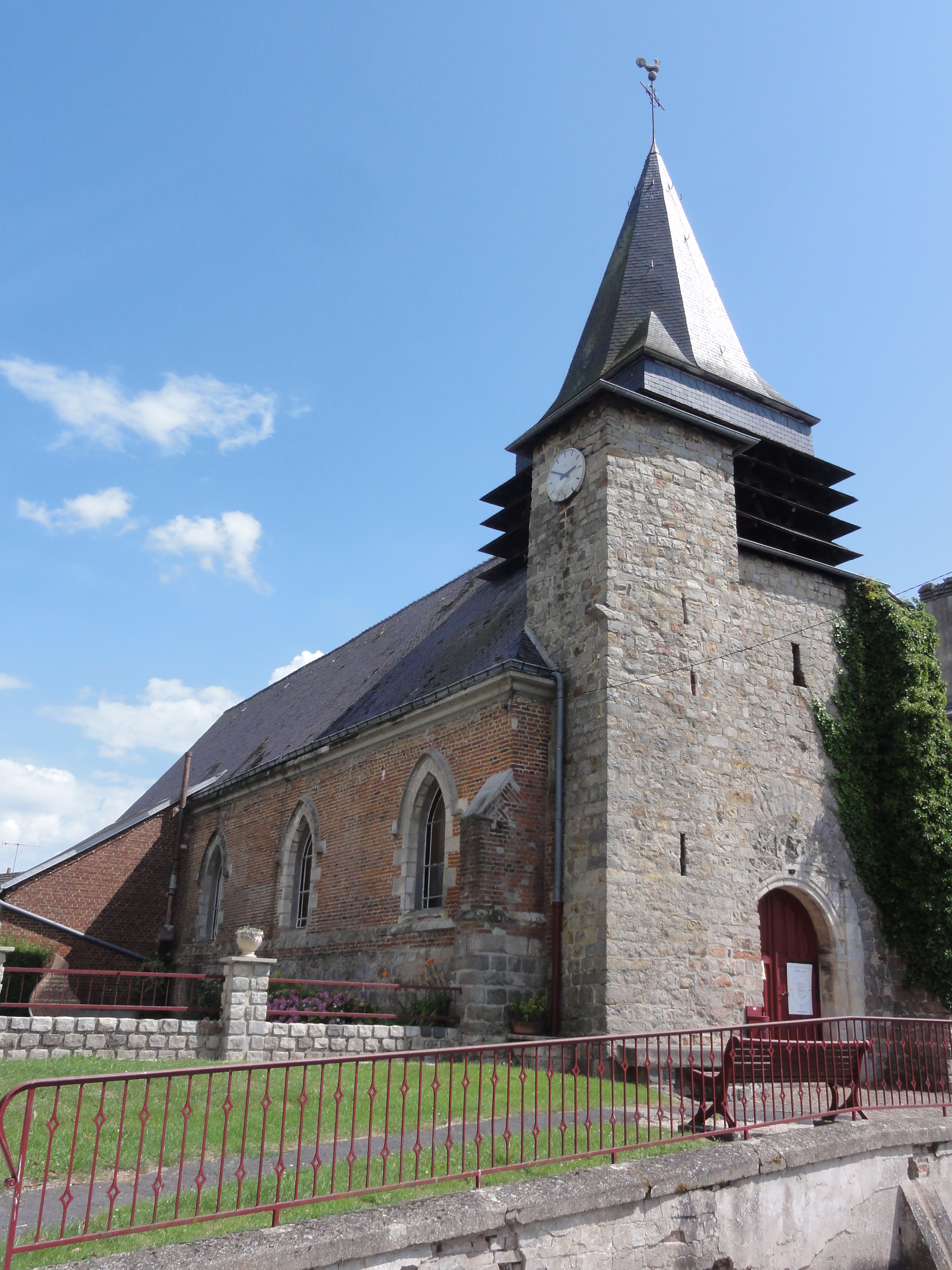
Kirche Saint-Georges
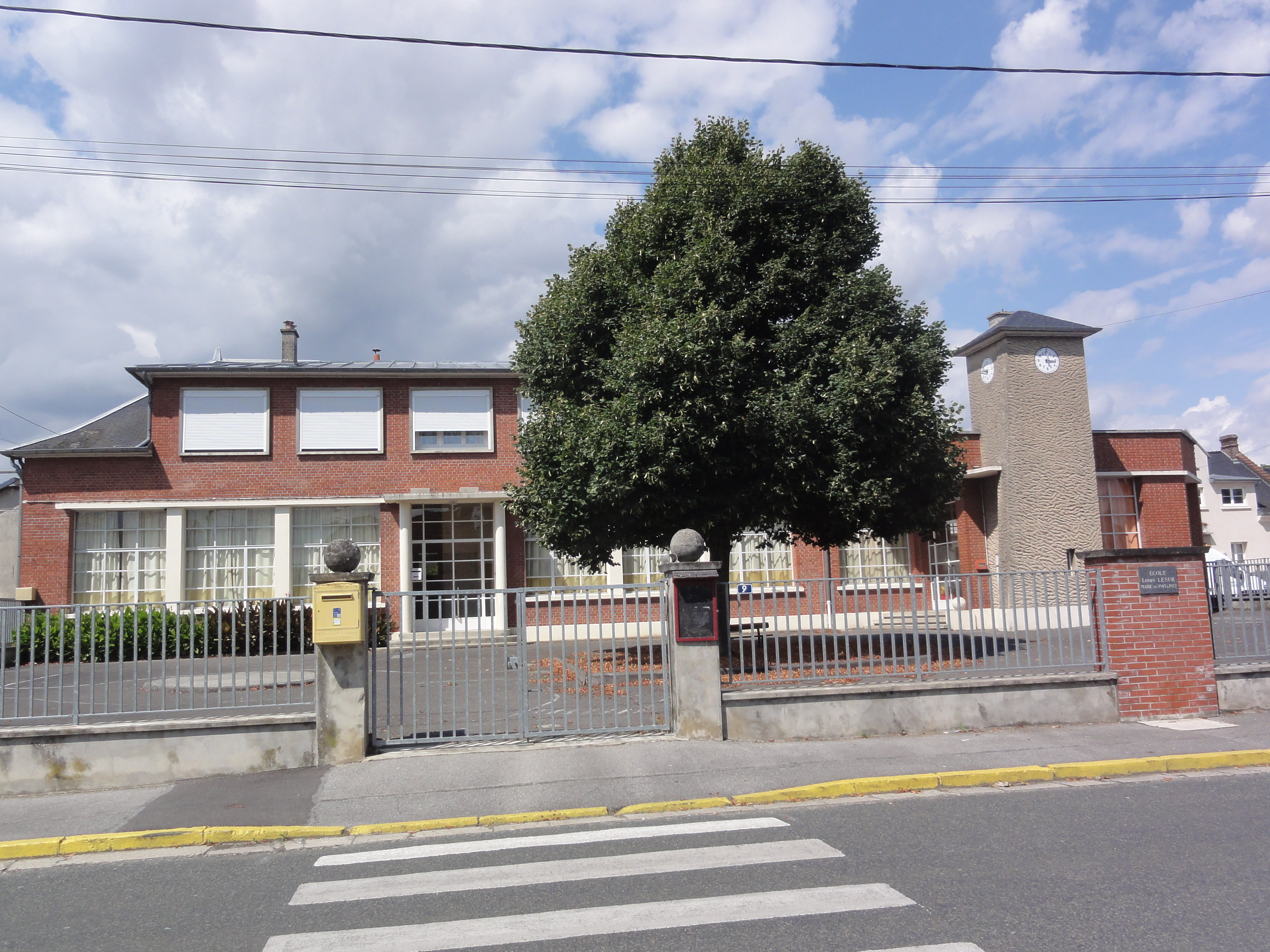
Schule
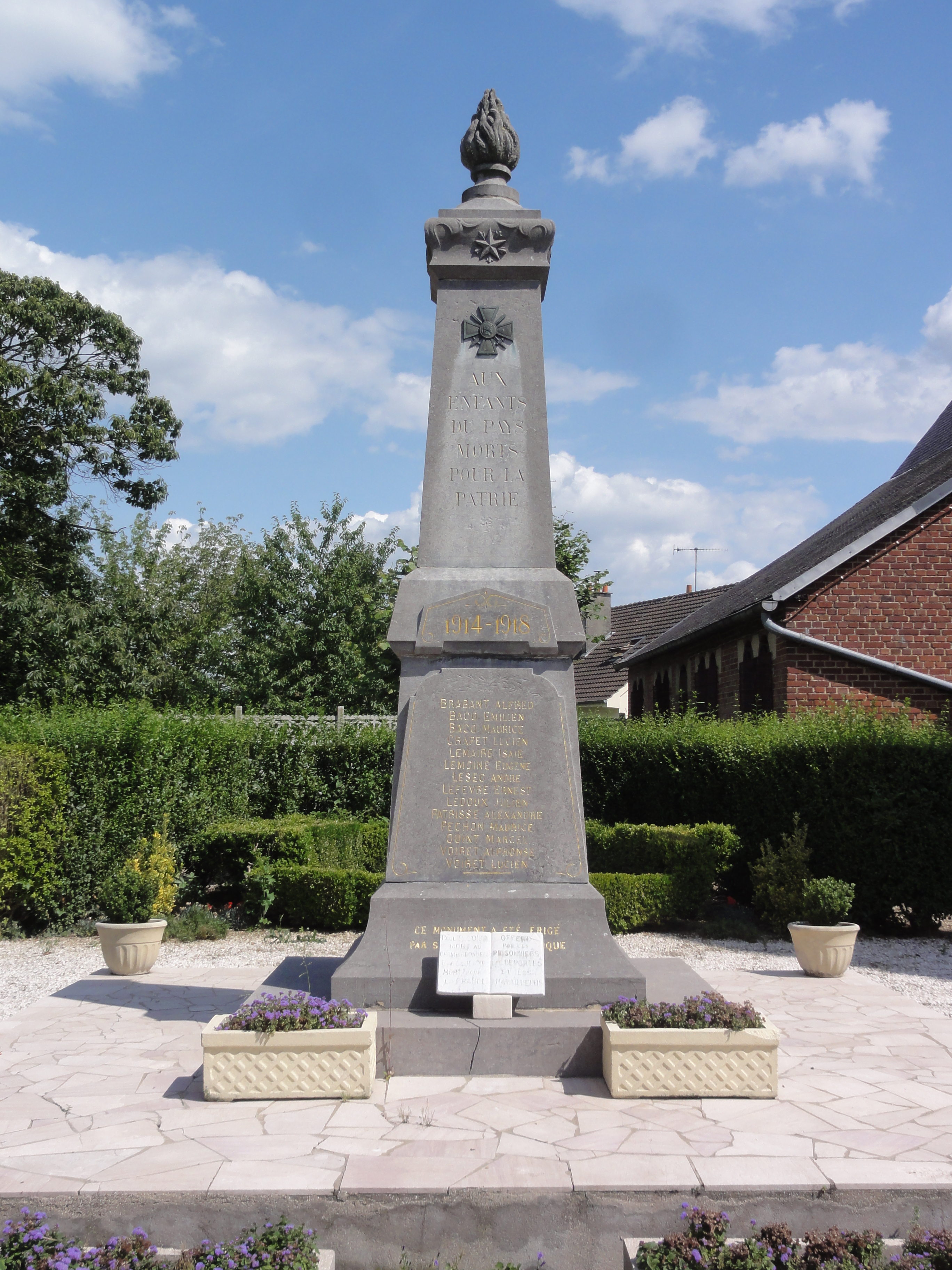
Gefallenendenkmal

- Kirche Saint-Georges
- Schule
- Gefallenendenkmal